# Чеченков, Сергей Васильевич
Сергей Васильевич Чеченков (род. 8 октября 1946 года) — советский регбист, позже спортивный функционер. Главный тренер регбийного клуба «Фили» в 1970—1975 годах и его президент с 2014 года. Президент Федерации хоккея на траве России в 1992—2012 годах. Мастер спорта СССР (1969), Заслуженный тренер России (1992), судья республиканской категории (1986).

## Биография
Воспитанник школы клуба «Дружба», первый тренер — Алексей Талызин. Выступал за «Дружбу» в 1961—1963годах, в 1964—1966 представлял «Крылья Советов», а в 1967—1982 годах играл за «Фили». Серебряный призёр чемпионата СССР 1969 года. С 1969 по 1977 годы трудился в тренерском штабе «Филей» и ДЮСШ, работал вторым тренером клуба (первым тренером был Борис Гаврилов) в 1970—1975 годах. Четыре раза приводил команду к золотым медалям чемпионата СССР и завоёвывал с ней Кубок СССР в 1977 году. В составе «Филей» играл также в чемпионате Москвы, выиграв в 1982 году Кубок Москвы.
В 1979 году Чеченков окончил ГЦОЛИФК. Известен как один из учредителей регбийного клуба «Урожай». Позже работал в Министерстве спорта РСФСР, в 1989 году занялся организацией женского регби в СССР и России, организовав женские клубы в Барнауле и Москве. С 1988 года работает в хоккее на траве, в 1992 году удостоен звания Заслуженного тренера России по регби - Входил в совет 1994-2001 Международной федерации хоккея на траве, с 18 января 1992 по 27 декабря 2012 года был президентом Федерации хоккея на траве России. Почётный президент ФХТР с 2014 по настоящее время  член Исполкома ФХТР.
В 2014 году, после лишения клуба «Фили» профессионального статуса, Чеченков вернулся в команду, став её президентом и сумев сохранить команду как таковую.